# أولاد غانم (أولاد إلول)
أولاد غانم هو دُوَّار يقع بجماعة أولاد ناصر، إقليم الفقيه بن صالح، جهة بني ملال خنيفرة في المملكة المغربية. ينتمي الدوّار لمشيخة أولاد إلول التي تضم 7 دواوير. يقدر عدد سكانه بـ 3079 نسمة حسب الإحصاء الرسمي للسكان والسكنى لسنة 2004.

## روابط خارجية
- البوابة الوطنية للجماعات الترابية
- المندوبية السامية للتخطيط